# 黄毓棠
黄毓棠（?—?）广东新宁县人，清末立宪派政治人物。

## 生平
黄毓棠是清朝举人。1905年4月，余灼同黄毓棠等人将陈宜禧等筹办新宁铁路的经过和宗旨具文，禀请新宁县知县陈益转奏立案，以图使政府批准新宁铁路实行商办。后来他任资政院议员。
中华民国成立后，1918年，台山县（由原新宁县改称）富绅黄毓棠、香港商人陈吉桥等人亲自拜访广东督军莫荣新，请求莫荣新派兵清剿台山海匪。莫荣新遂派黄兴业标统进剿陈祝三等海匪。经过一个多月的清剿，台山海匪被消灭不少，但陈祝三仍然在逃。